# Coleta
Na liturgia cristã, coleta é tanto uma ação litúrgica quanto uma oração breve e geral. Na Idade Média, a oração era referida, em latim, como collectio (apesar de, em fontes mais antigas, aparecer como oratio).
Coletas estão presentes na liturgia católico-romana, anglicana, luterana e em alguns outros ritos. Em alguns casos, a expressão coleta tem sido substituída por oração do dia, apesar do significado, estrutura e função permanecerem os mesmos.